# Petter Svartling
Petter Svartling, född 31 maj 1760, död 4 februari 1796, var mellan 1787 och 1796 en aktör och sångare (baryton) vid Kungliga Operan i Stockholm. Den 18 februari 1785 blev han elev vid Kungliga Operan.

## Roller
| År   | Roll                 | Produktion                     | Regi | Teater                  |
| ---- | -------------------- | ------------------------------ | ---- | ----------------------- |
| 1787 | Aronte               | Armide                         |      | Gustavianska operahuset |
| 1787 | Oden                 | Frigga                         |      | Gustavianska operahuset |
| 1787 | Egist                | Electra                        |      | Gustavianska operahuset |
| 1788 | Lars Ericsson Sparre | Gustaf Adolph och Ebba Brahe.  |      | Gustavianska operahuset |
| 1793 | Olof Björnson        | Folke Birgersson till Ringstad |      | Gustavianska operahuset |